# 图榭宫
图榭宫（Tucherschloss）是一座博物馆，位于德国纽伦堡老城的圣塞巴尔德区赫歇尔巷（Hirschelgasse）9/11号。图榭宫原为纽伦堡贵族图榭家族建造的市内住宅。

## 历史
图榭宫由洛伦茨·图榭建于1533年至1544年。设计者是保罗·贝海姆，属于法国文艺复兴城堡风格。该建筑共三层，用砂岩建造。在一楼有浮雕《人的堕落》。 
第二次世界大战期间，该建筑于1945年遭到严重破坏。1967-69年进行了重建。
图榭宫现在是一个博物馆，但仍然属于图榭家族所有，展出有关家族历史的展品。除了珍贵的家具和挂毯外，博物馆还展出著名的利摩日釉面餐具，和温泽尔·贾姆尼策的银杯，以及汉斯·图榭的肖像，是由丢勒的老师迈克尔·沃尔格穆特绘制。
纽伦堡市博物馆的行政总部设于此处。

### 希尔施富格尔大厅

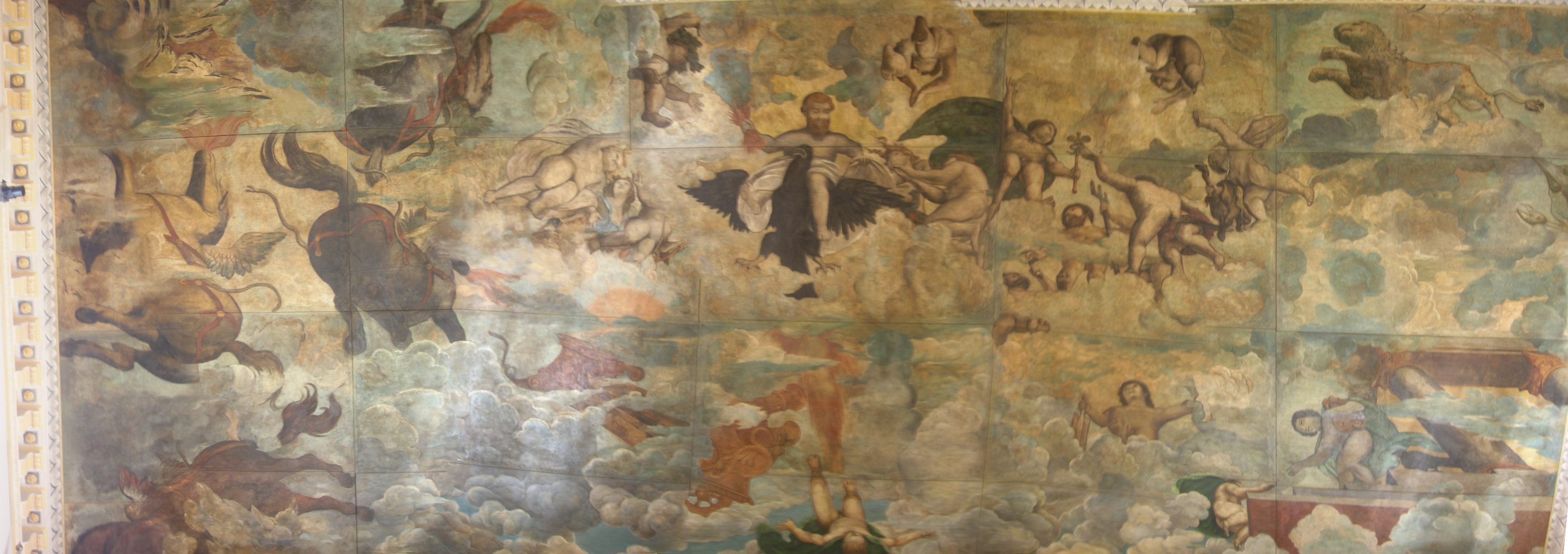
《法厄同之死》

2000年，在图榭宫的花园里，重建了在第二次世界大战中被摧毁的希尔施富格尔大厅（Hirsvogelsaal）。其室内设计由彼得·弗勒特纳（Peter Flötner）设计。大型天花板壁画《法厄同之死》是由丢勒的学生乔治·彭茨绘制。